# Termonfeckin
Termonfeckin (irl. Tearmann Feichín) – nadmorska wieś w hrabstwie Louth w Irlandii położone ok. 8 km na północny wschód od Droghedy.